# Piątnica
Piątnica Poduchowna (pronunciación en polaco: /pjɔntˈɲitsa/; hasta 1999 Piątnica Poduchowna) es un pueblo ubicado en el Condado de Łomżun, voivodato de Podlaquia, en el norte de Polonia oriental. Es el asiento del gmina (distrito administrativo) llamado Gmina Piątnica. Se encuentra aproximadamente a 4 kilómetros al norte de Łomżun y a 73 kilómetros al oeste de la capital regional Białystok.
En 2006 el pueblo tuvo una población de 1,800 habitantes.

## Historia
Piątnica fue fundado por Janusz de Zaborowo, quién construyó la primera iglesia allí (1407). El pueblo tiene también una iglesia neogótica (1931), la cual estuvo destruida durante la Segunda Guerra Mundial y reconstruida después de aquella. Hay también fuertes rusos del siglo XIX y de la Primera Guerra Mundial en su proximidad. Durante la Segunda Guerra Mundial, el fuerte jugó una función crucial durante la Batalla de Łomżun.

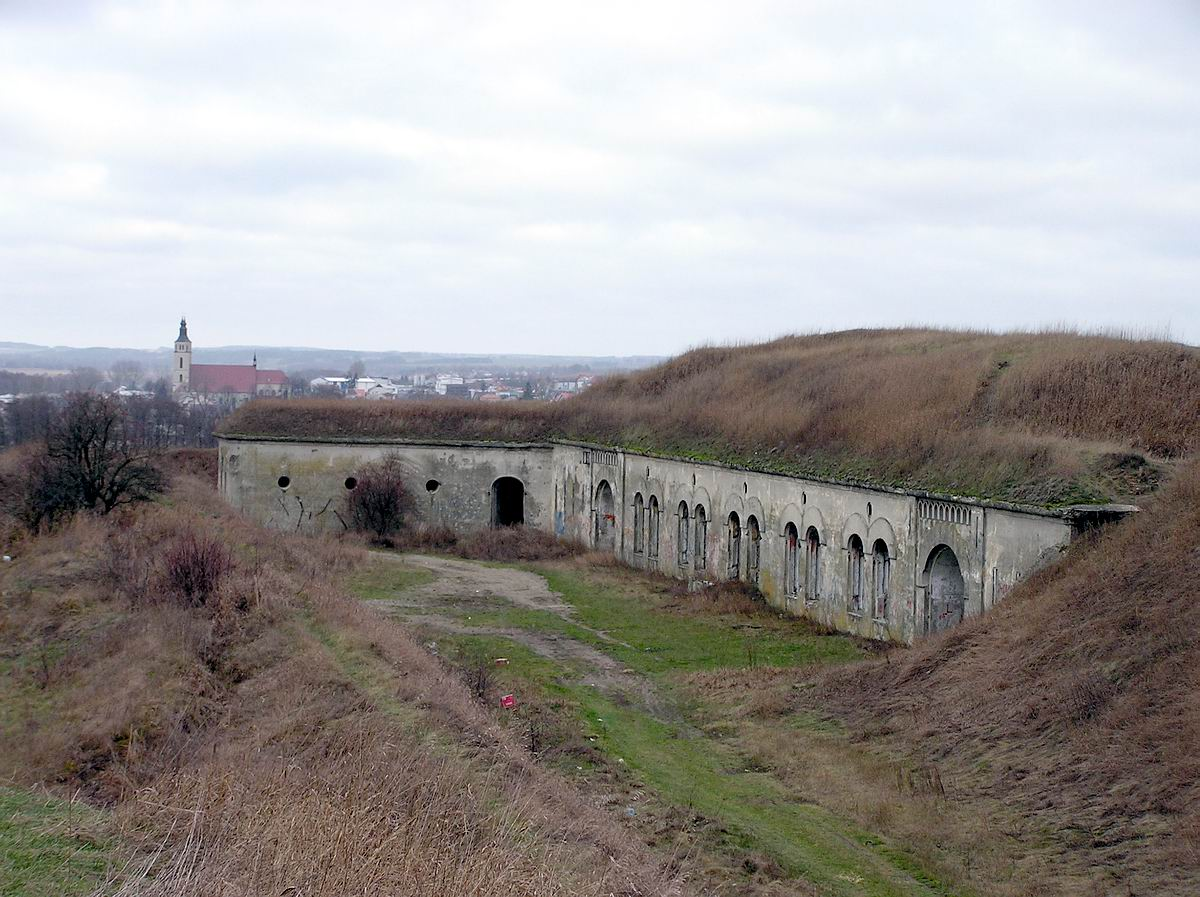